# Stephanie Howe
Pour les articles homonymes, voir Howe.
Stephanie Howe est une athlète américaine née en 1983. Spécialiste de l'ultra-trail, elle a notamment remporté la Speedgoat 50K en 2013, la Western States 100-Mile Endurance Run en 2014 et la Lake Sonoma 50 en 2015.

## Résultats
| no  | féminin            | Course             | Longueur | Départ          | Temps            |
| --- | ------------------ | ------------------ | -------- | --------------- | ---------------- |
| 24e | Médaille de bronze | Lake Sonoma 50     | 50 mi    | 14 avril 2012   | 8 h 11 min 51 s  |
| 19e | Médaille d'or      | Speedgoat 50K      | 50 km    | 27 juillet 2013 | 6 h 17 min 02 s  |
| 17e | Médaille d'argent  | Lake Sonoma 50     | 50 mi    | 12 avril 2014   | 7 h 33 min 24 s  |
| 18e | Médaille d'or      | Western States 100 | 100 mi   | 28 juin 2014    | 18 h 01 min 42 s |
| 13e | Médaille d'argent  | Way Too Cool 50K   | 50 km    | 7 mars 2015     | 3 h 47 min 14 s  |
| 12e | Médaille d'or      | Lake Sonoma 50     | 50 mi    | 11 avril 2015   | 7 h 08 min 23 s  |
| 25e | Médaille de bronze | Western States 100 | 100 mi   | 27 juin 2015    | 19 h 32 min 58 s |